# Oudrenne
Oudrenne (fràncic lorenès Uderen) és un municipi francès situat al departament del Mosel·la i a la regió del Gran Est. L'any 2007 tenia 736 habitants.

## Demografia

### Població
El 2007 la població de fet d'Oudrenne era de 736 persones. Hi havia 260 famílies, de les quals 40 eren unipersonals (16 homes vivint sols i 24 dones vivint soles), 96 parelles sense fills, 116 parelles amb fills i 8 famílies monoparentals amb fills.
La població ha evolucionat segons el següent gràfic:
Habitants censats

### Habitatges
El 2007 hi havia 275 habitatges, 266 eren l'habitatge principal de la família, 3 eren segones residències i 6 estaven desocupats. 260 eren cases i 15 eren apartaments. Dels 266 habitatges principals, 237 estaven ocupats pels seus propietaris, 24 estaven llogats i ocupats pels llogaters i 5 estaven cedits a títol gratuït; 1 tenia una cambra, 5 en tenien dues, 16 en tenien tres, 54 en tenien quatre i 190 en tenien cinc o més. 245 habitatges disposaven pel capbaix d'una plaça de pàrquing. A 77 habitatges hi havia un automòbil i a 167 n'hi havia dos o més.

### Piràmide de població
La piràmide de població per edats i sexe el 2009 era:
| Homes | Edats   | Dones |
| ----- | ------- | ----- |
| 0     | 95 o +  | 0     |
| 4     | 90 a 94 | 4     |
| 0     | 85 a 89 | 4     |
| 0     | 80 a 84 | 0     |
| 0     | 75 a 79 | 12    |
| 28    | 70 a 74 | 20    |
| 8     | 65 a 69 | 20    |
| 16    | 60 a 64 | 20    |
| 12    | 55 a 59 | 16    |
| 28    | 50 a 54 | 20    |
| 40    | 45 a 49 | 44    |
| 20    | 40 a 44 | 8     |
| 36    | 35 a 39 | 24    |
| 36    | 30 a 34 | 28    |
| 8     | 25 a 29 | 24    |
| 12    | 20 a 24 | 24    |
| 20    | 15 a 19 | 16    |
| 48    | 10 a 14 | 20    |
| 12    | 5 a 9   | 28    |
| 16    | 0 a 4   | 20    |

## Economia
El 2007 la població en edat de treballar era de 495 persones, 371 eren actives i 124 eren inactives. De les 371 persones actives 343 estaven ocupades (189 homes i 154 dones) i 28 estaven aturades (12 homes i 16 dones). De les 124 persones inactives 37 estaven jubilades, 35 estaven estudiant i 52 estaven classificades com a «altres inactius».

### Ingressos
El 2009 a Oudrenne hi havia 266 unitats fiscals que integraven 738,5 persones, la mediana anual d'ingressos fiscals per persona era de 19.610 €.

### Activitats econòmiques
Dels 8 establiments que hi havia el 2007, 1 era d'una empresa de fabricació d'altres productes industrials, 3 d'empreses de construcció, 1 d'una empresa d'hostatgeria i restauració, 1 d'una empresa de serveis, 1 d'una entitat de l'administració pública i 1 d'una empresa classificada com a «altres activitats de serveis».
Dels 4 establiments de servei als particulars que hi havia el 2009, 1 era un taller de reparació d'automòbils i de material agrícola, 2 paletes i 1 fusteria.
L'any 2000 a Oudrenne hi havia 19 explotacions agrícoles que ocupaven un total de 847 hectàrees.

## Equipaments sanitaris i escolars
El 2009 hi havia una escola elemental.

## Poblacions més properes
El següent diagrama mostra les poblacions més properes.